# Штраусфурт
Штраусфурт (нем. Straußfurt) — община в Германии, в земле Тюрингия. 
Входит в состав района Зёммерда. Подчиняется управлению Штраусфурт.  Население составляет 1818 человек (на 31 декабря 2010 года). Занимает площадь 14,84 км².